# Zádor (Hongarije)
Zádor is een plaats (község) en gemeente in het Hongaarse comitaat Baranya. Zádor telt 394 inwoners (2001).